# Руди кольорових металів
Ру́ди кольоро́вих мета́лів включають:
- Мідно-молібденові руди й молібденові руди
- Мідні руди, мідно-піритні й піритні руди
- Мідно-цинкові руди
- Мідно-нікелеві руди
- Свинцеві руди, поліметалічні руди
- Вольфрамові руди
- Олов'яні руди